# Saint-Cléophas
Saint-Cléophas es un municipio parroquial canadiense situado en la provincia de Quebec.

## Superficie
Saint-Cléophas tiene una superficie de 97,22 km².

## Demografía
En 2021, tenía 321 habitantes, una densidad poblacional de 3,3 hab./km², y 159 viviendas.